# الشك (فلم 1995)
الشك (فيلم 2000) فيلم لعام 2000.
سان خوان، بورتوريكو. يشهد المهرجان الشتوي على قدم وساق في الجزيرة. قاطع الكابتن فيكتور بينيزيت حفل الملياردير هيرست لاستجوابه بشأن أمر خطير: عُثِر على جثة فتاة مغتصبة ومقتولة، وهي الثانية خلال شهر.
هيرست، شخصية محلية مرموقة، شخصية بارزة في الجزيرة. بينيزيت موظف حكومي ملتزم: تتحول زيارته الروتينية لمركز الشرطة إلى استجواب متوتر. يناقض هيرست نفسه، ويخفي أشياء، ويُتهم باغتصاب وقتل فتاة. ينتهي به الأمر بالاعتراف بأن شانتال، زوجته الشابة الجميلة، ترفض مواعدته بحجة قيامه بتصرفات غير لائقة مع ابنة أختهما وأنه يتردد على البغايا. شانتال وضابط الشرطة مقتنعان بأنه مذنب.